# Žlučové cesty

Žlučové cesty a vývody pankreatu

Žlučové cesty jsou souhrnným názvem pro soustavu dutých orgánů, které odvádějí žluč z jater do dvanáctníku, počátečního úseku tenkého střeva. Začínají v tkáni jater jako tzv. intrahepatální žlučové cesty, postupně se spojují do žlučovodů většího a většího průměru a spojují se v jediný hlavní žlučovod, který ústí do střeva. Tvoří tak žlučový strom. Žlučník napojený na žlučovody slouží jako rezervoár a úpravna žluči v době mezi jídly.
Výstelka žlučovodů je tvořena specializovanými buňkami, cholangiocyty. Jsou to polyedrické buňky, v malých žlučovodech kuboidální, ve žlučovodech většího rozměru cylindrické, opatřené na apikální straně mikroklky, jádra jsou umístěna bazálně. Jedná se o buňky funkčně heterogenní, v různých částech žlučových cest mají odlišné vlastnosti. Žlučovody nejsou jen pasivní tranzitní oblastí, žluč je v nich dále upravována, je zde ze žluči resorbována glukóza a aminokyseliny a žluč je obohacována o HCO3−. Ve žlučovodech většího průměru jsou také četné hlenové žlázy a hlen těchto žláz tvoří důležitou součást žluči.

## Intrahepatální žlučové cesty
Intrahepatální žlučové cesty jsou umístěné uvnitř parenchymu jater. Začínají žlučovými kapilárami, prostory mezi samotnými hepatocyty, kam je produkována žluč. Kapiláry pokračují mezi trámci jaterních buněk jako intralobulární žlučovody, na okrajích portobiliárních prostorů přecházejí v Heringovy kanálky, které už mají vlastní výstelku, tvořenou plochými hepatocyty a cholangiocyty, a ty ústí do interlobulárních žlučovodů. Ty probíhají v portobiliárních prostorech na okrajích jaterních lalůčků a mají průměr 15-20 μm. Interlobulární žlučovody mají vlastní stěnu tvořenou jednovrstevným kubickým epitelem tvořeným cholangiocyty, které nasedají na plně vyvinutou bazální membránu.
Postupným spojováním žlučovodů vznikají septální, segmentové a nakonec lalokové žlučovody. Ty ústí v jaterní bráně jako pravý a levý jaterní vývod.

## Extrahepatální žlučové cesty
Extrahepatální žlučové cesty začínají jaterními vývody, které se hned po opuštění jater spojují ve společný jaterní vývod. Záhy se k němu přidává vývod žlučníku, a žlučové cesty dále pokračují jako hlavní žlučovod, který ústí na Vaterově papile v pars descendens dvanáctníku. Hlavní žlučovod je na svém konci opatřen hladkosvalovým Oddiho svěračem.

### Žlučník
Žlučník je hruškovitý orgán ležící na spodní ploše jater. Jeho kapacita je 30-70 ml. Slouží ke shromažďování a zahušťování žluči, žluč se uvnitř koncentruje a acidifikuje.

## Odvádění žluči do dvanáctníku

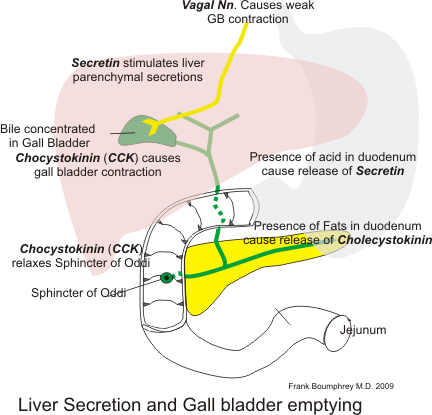
Řízení vylučování žluči do dvanáctníku

Žluč je v játrech tvořena kontinuálně v množství 0,7-1,2 litrů za den. Při zavřeném Oddiho svěrači je asi polovina vytvořené žluče shromažďována ve žlučníku.
Vylučování žluči je řízeno reflexně i hormonálně. Dochází k otevření Oddiho svěrače a ke kontrakci žlučníku. Inervaci zprostředkovává bloudivý nerv, svěrač se uvolňuje také před každou kontrakční vlnou tenkého střeva. Hormonální působení je dáno především cholecystokininem, který působí kontrakci svaloviny žlučového měchýře a parakrinně působí i na Oddiho svěrač. Látky, které podporují uvolnění cholecystokininu se nazývají cholagoga. Patří mezi ně například tuky v potravě, vaječný žloutek a síran hořečnatý.